# The Sisters of Mercy
A The Sisters Of Mercyt Andrew Eldritch és Gary Marx alapította 1980-ban, Leedsben. Az együttes a nevét Leonard Cohen Sisters Of Mercy című számáról kapta. Zenéjükre főleg a gothic rock hullámok hatottak. A zenekarnak 3 stúdióalbuma van, a legutóbbit 1990-ben adták ki. Mindegyik album különböző felállással lett felvéve. Csak Andrew Eldritch és a Doktor Avalanche-nek hívott dobgép a két állandó tag. 1986-ban Eldritch és Avalanche a The Sisterhood-dal (mint side project) kiadtak egy 5 számos kislemezt.

## Tagok
Jelenlegi tagok
- Andrew Eldritch – ének, billentyű, gitár (1980–)
- Doktor Avalanche – dob (1980–)
- Ben Christo – gitár (2006–)
- Kai (az Esprit D'Airtől) – gitár (2023–)

Korábbi tagok
- Gary Marx – gitár (1980–1985)
- Dave Humphrey – gitár (1981)
- Craig Adams – basszusgitár (1981–1985)
- Ben Gunn – gitár (1981–1983)
- Jon Langford – basszusgitár (1982)
- Wayne Hussey – gitár, vokál (1984–1985)
- Patricia Morrison – basszusgitár (1985–1989)
- Andreas Bruhn – gitár (1989–1993)
- Tony James – basszusgitár (1989–1991)
- Dan Donovan – billentyű (1990–1991)
- Tim Bricheno – gitár (1990–1992)
- Adam Pearson – gitár, vokál, basszusgitár (1993–2005)
- Chris Sheehan – gitár, vokál (1996; 2000–2003)
- Mike Varjak – gitár (1997–1999)
- Chris May – gitár (2005–2019)

A lista nem tartalmazza azokat a tagokat, akik nagyon rövid ideig voltak, akik csak koncerteken voltak vendégzenészek és Doktor Avalanche kezelőit.

## Diszkográfia

### Nagylemezek
- First And Last And Always (1985)
- Floodland (1987)
- Vision Thing (1990)
- Some Girls Wander By Mistake (1992) – korai kislemezek gyűjteménye
- A Slight Case Of Overbombing (1993) – válogatás

### Kislemezek
| Év   | Cím                    | Lemeztípus           | Album                        |
| ---- | ---------------------- | -------------------- | ---------------------------- |
| 1980 | The Damage Done        | 7"                   | Some Girls Wander By Mistake |
| 1982 | Body Electric          | 7"                   | Some Girls Wander By Mistake |
| 1982 | Alice                  | 7"                   | Some Girls Wander By Mistake |
| 1983 | Anaconda               | 7"                   | Some Girls Wander By Mistake |
| 1983 | Alice                  | 12"                  | Some Girls Wander By Mistake |
| 1983 | The Reptile House EP   | 12"                  | Some Girls Wander By Mistake |
| 1983 | Temple Of Love         | 7”, 12"              | Some Girls Wander By Mistake |
| 1984 | Body And Soul          | 7”, 12"              | A Slight Case Of Overbombing |
| 1984 | Walk Away              | 7”, 12"              | First And Last And Always    |
| 1985 | No Time To Cry         | 7”, 12"              | First And Last And Always    |
| 1987 | This Corrosion         | 7”, 12", kazetta, CD | Floodland                    |
| 1988 | Dominion               | 7”, 12", kazetta, CD | Floodland                    |
| 1989 | Lucretia My Reflection | 7”, 12", kazetta, CD | Floodland                    |
| 1990 | More                   | 7”, 12", kazetta, CD | Vision Thing                 |
| 1990 | Doctor Jeep            | 7”, 12", kazetta, CD | Vision Thing                 |
| 1991 | When You Don’t See Me  | 7”, 12", CD          | Vision Thing                 |
| 1992 | Temple Of Love (1992)  | 7”, 12", CD          | A Slight Case Of Overbombing |
| 1993 | Under The Gun          | 7”, 12", CD          | A Slight Case Of Overbombing |

A Detonatios Boulevard és az I Was Wrong promóciós kislemezként jelentek meg, valamint a Black Planet egy amerikai kiadású 12" Walk Away lemez B-oldalán jött ki.